# Giao hưởng số 4 (Mahler)
Giao hưởng số 4, cung Sol trưởng là bản giao hưởng của nhà soạn nhạc người Áo Gustav Mahler. Ông viết bản giao hưởng này vào năm 1900. Tham gia biểu diễn bản giao hưởng này có đơn ca và dàn nhạc giao hưởng.

## Âm thanh
| Giao hưởng số 4 của Mahler, chương 3 |  |
|                                      |  |
|                                      |  |